# Поездка в Индию (фильм)
«Поездка в Индию» (англ. A Passage to India) — драма режиссёра Дэвида Лина, вышедшая на экраны в  1984 году. Экранизация одноимённого романа Эдварда Форстера и основанной на нём пьесы Санты Рамы Рау. Последний фильм в карьере Дэвида Лина.

## Сюжет
Действие фильма происходит в 1920-е годы. Молодой доктор-индиец сопровождает английских туристок в путешествии по пещерам. Одна из них обвиняет его в попытке изнасилования. Доктора берут под арест. Доказать свою невиновность оказывается непростым делом, учитывая, что ему противостоит британская колониальная система, где слово «туземца» мало что значит против слова белого.

## В ролях
- Джуди Дэвис — Адела Куэстед
- Пегги Эшкрофт — миссис Мур
- Виктор Банерджи — доктор Азиз Ахмед
- Джеймс Фокс — Ричард Филдинг
- Алек Гиннесс — профессор Годбоул
- Найджел Хейверс — Ронни Хислоп
- Майкл Калвер — майор Макбрайд
- Клайв Свифт — майор Кэллендар
- Арт Малик — Али
- Саид Джаффри — адвокат Хамидулла
- Рошан Сет — адвокат Амрит Рао
- Ричард Уилсон — Тёртон
- Дина Патхак — жена Хамидуллы

## Создание
После того, как на фильм «Дочь Райана» обрушился шквал негативных отзывов со стороны критиков, Лин намеревался осуществить давнюю мечту — экранизировать роман Эдварда Форстера «Поездка в Индию». Режиссёр пытался добиться прав на экранизацию у самого автора, но после того, как Форстер посмотрел спектакль сценариста фильма Санта Рама Рау в Театре Комедии в Лондоне, он отказался продавать их. Уже после смерти Форстера продюсеру фильма Джону Брабурну удалось выкупить их у душеприказчика писателя.

## Награды и номинации
- 1984 — четыре премии Национального совета кинокритиков США: лучший фильм, лучший режиссёр (Дэвид Лин), лучшая мужская роль (Виктор Банерджи), лучшая женская роль (Пегги Эшкрофт).
- 1985 — две премии «Оскар» за лучшую женскую роль второго плана (Пегги Эшкрофт) и за лучшую оригинальную музыку (Морис Жарр), а также 9 номинаций: лучший фильм (Джон Брабурн, Ричард Гудвин), лучший режиссёр (Дэвид Лин), лучший адаптированный сценарий (Дэвид Лин), лучшая женская роль (Джуди Дэвис), лучшая операторская работа (Эрнест Дэй), лучшая работа художника-постановщика (Джон Бокс, Хью Скейф), лучший дизайн костюмов (Джуди Муркрофт), лучший звук (Грэм Хартстоун, Николя ле Мессурье, Майкл Картер, Джон Митчелл), лучший монтаж (Дэвид Лин).
- 1985 — три премии «Золотой глобус»: лучший фильм на иностранном языке, лучшая женская роль второго плана (Пегги Эшкрофт), лучшая оригинальная музыка (Морис Жарр). Кроме того, лента была номинирована в категориях «лучший режиссёр» и «лучший сценарий» (обе — Дэвид Лин).
- 1985 — номинация на премию Гильдии режиссёров США за лучшую режиссуру художественного фильма (Дэвид Лин).
- 1985 — номинация на премию Гильдии сценаристов США за лучший адаптированный сценарий (Дэвид Лин).
- 1986 — премия BAFTA за лучшую женскую роль (Пегги Эшкрофт), а также 8 номинаций: лучший фильм (Джон Брабурн, Ричард Гудвин, Дэвид Лин), лучший адаптированный сценарий (Дэвид Лин), лучшая мужская роль (Виктор Банерджи), лучшая мужская роль второго плана (Джеймс Фокс), лучшая музыка (Морис Жарр), лучшая операторская работа (Эрнест Дэй), лучшая работа художника-постановщика (Джон Бокс), лучший дизайн костюмов (Джуди Муркрофт).
- 1986 — номинация на премию «Грэмми» за лучший оригинальный саундтрек (Морис Жарр).